# Absztrakt gyár programtervezési minta
Az Absztrakt gyár (angolul Abstract factory) programtervezési minta módot nyújt arra, hogy egységbe zárjuk közös témához kapcsolódó egyedi gyártó metódusok egy csoportját anélkül, hogy specifikálnák azok konkrét osztályait.
Normál használatban, a kliens szoftver létrehozza az absztrakt gyár egy konkrét implementációját, és aztán a gyár általános interfészét használja a témához kapcsolódó konkrét objektumok létrehozásához. A kliens nem tudja (vagy nem törődik vele), milyen konkrét objektumokat kap ezekből a belső gyárakból, mivel csak a termékeik általános interfészét használja. Ez a tervezési minta szétválasztja egymástól objektumok egy csoportjának implementációját azok általános használatától és objektum összetételre hagyatkozik, mivel az objektumok létrehozása olyan metódusokban van implementálva, amik a gyár interfészén vannak ismertté téve számára.
Egy példa az absztrakt gyár mintára, egy DokumentumLétrehozó nevű absztrakt osztály lehetne, ami interfészt nyújt többféle termék létrehozásához (pl.készítsLevelet() és készítsÖsszefoglalót()). A rendszerben bármennyi DokumentumLétrehozó osztályból származtatott konkrét gyár-változat lehet, mint például DíszesDokumentumLétrehozó vagy ModernDokumentumLétrehozó, mindegyikük különböző implementációval a készítsLevelet() és készítsÖsszefoglalót() metódusokra, amik elkészítik majd a megfelelő objektumokat mint például a DíszesLevél vagy a ModernÖsszefoglaló. Ezeknek a termékeknek mindegyike egy-egy egyszerű absztrakt osztályból van származtatva, mint például a Levél vagy az Összefoglaló, amik ismertek a kliens számára. A kliens kódja egy a témának megfelelő példányt fog kapni a DokumentumLétrehozó osztály egy származtatott konkrét osztályából, és annak a gyártó metódusait hívja majd meg. Az eredményül kapott objektumok mindegyike, ezen DokumentumLétrehozó osztály-implementáció által kerül majd legyártásra, amik megfelelnek majd a közös témának (például mindannyian „Díszes” vagy „Modern” objektumok lesznek). A kliensnek csak annyit kell tudnia, hogy hogyan kezelje az absztrakt Levél vagy Összefoglaló osztályokat, nem kell ismernie a specifikus változatokat, amiket a konkrét gyártól kapott.
Egy gyár, egy konkrét osztály helye a kódban, ahol az objektumok létrejönnek. Az absztrakt gyár minta használatának szándéka arra irányul, hogy elszigetelje egymástól az objektumok létrehozását azok használatától, és hogy egymással összefüggő objektumok családjait hozza létre anélkül, hogy azok konkrét osztályaitól függene. Ez lehetővé teszi új származtatott típusok bevezetését, anélkül, hogy az ős osztályokat használó kódot meg kellene változtatni.
Ennek a mintának a használata, lehetővé teszi egy rendszerben a konkrét típus implementációk kicserélését (még akár futásidőben is) anélkül, hogy az őket használó kódot módosítanánk. Mindazonáltal ennek a mintának (és a hasonló programtervezési mintáknak) a használata, szükségtelen komplexitást okozhat, és plusz munkát igényelhet a kezdeti kódkészítésben. Továbbá az absztrakció és a szétválasztás magasabb szintje olyan rendszert eredményezhet, amiben nehezebb a hibakeresés és a karbantartás.

## Definíció
Az Absztrakt gyár minta lényege, hogy „Interfészt adjon ahhoz, hogy egymással összefüggő objektumok családjait hozzuk létre anélkül, hogy specifikálnánk a konkrét osztályaikat.”.

## Használat
A gyár határozza meg a létrehozásra kerülő objektum tényleges konkrét típusát, és a gyár az a hely ahol az objektum ténylegesen létrejön (például a C++ nyelven, a new művelettel). Mindazonáltal, a gyár csak egy absztrakt mutatót (pointert) ad vissza, ami a létrehozott konkrét objektumra mutat.
Ez elszigeteli a klienst az objektum létrehozástól azáltal, hogy a kliensnek meg kell kérnie egy gyár objektumot, hogy készítse el az általa kívánt absztrakt típust és adjon vissza számára egy absztrakt mutatót az objektumra.
Mivel a gyár csak egy absztrakt mutatót (pointert) ad vissza, a kliens kód (ami az objektumot kérte a gyártól) nem ismeri az éppen létrehozott objektum aktuális, konkrét típusát. Mindazonáltal az absztrakt gyár ismeri a konkrét objektum típusát (ennélfogva a konkrét gyárat is); például az absztrakt gyár beolvashatja ezeket az adatokat egy konfigurációs fájlból. A kliensnek így nem kell típust specifikálnia, mivel az már megadásra került a konfigurációs fájlban. Részleteiben ez a következőt jelenti:
- A kliens kódnak semmiféle tudomása nincs a konkrét típusról, nem szükséges meghivatkoznia vagy tartalmaznia semmilyen ezzel kapcsolatos header fájlt vagy osztály deklarációt. A kliens kód csak az absztrakt típussal dolgozik. A konkrét típusnak megfelelő objektumok ténylegesen a gyár által kerülnek létrehozásra, de a kliens kód képes használni ezeket az absztrakt interfészükön keresztül (kizárólag ezen keresztül, mivel csak ezt ismeri).[5]
- Új konkrét típusok hozzáadása (használata) a kliens kód módosításával történik úgy, hogy azok egy másik gyárat használjanak mint eddig, amely módosítás jellemzően egyetlen sort érint, egyetlen fájlban. A másik (módosított) gyár aztán eltérő konkrét típus hoz majd létre, de még mindig ugyanolyan absztrakt típusra irányuló mutatót ad vissza, mint annak előtte — ezáltal elszigeteli a kliens kódját a változástól. Ez jelentősen egyszerűbb, mint módosítani a kliens kódját arra, hogy újfajta típust hozzon létre, ami változtatást kívánna meg minden helyen a kódban, ahol az újfajta objektum létrehozásra kerül (ami mellett biztosítani kellene azt is, hogy az összes ilyen kód-hely tudomással rendelkezzen az újfajta konkrét típusról, például azzal, hogy a forráskódokban mindenhol meghivatkozzuk az újfajta osztály header fájlját). Ha minden gyártó objektum globálisan tárolva van egy Egyke (singleton) objektumban, és az összes kliens kód ezen keresztül éri el a megfelelő gyárat az objektum létrehozáshoz, akkor a gyárak (ezáltal a gyártott konkrét típusok) megváltoztatása ennek az Egyke objektumnak a megváltoztatására egyszerűsödik.[5]

## Felépítése

### Rational Osztály Diagram
A createButton függvény a GuiFactory interfészben Button típusú objektumokat ad vissza. Az, hogy a Button objektumnak milyen konkrét implementációja kerül visszaadásra, a GuiFactory osztály implementációján múlik, ami a függvényhívást kezeli.

## Pszeudokód
A kód egy gombot (Button) készít, amely Windows vagy Mac OS X stílusú lehet, attól függően, hogy melyik gyárat használjuk. Vegyük észre, hogy az alkalmazásnak (Application) semmilyen tudomása nincs arról, hogy milyen „GuiFactory” gyár van számára megadva (mi a konkrét implementációja), mint ahogy arról sem, hogy az konkrétan milyen gombot (Button) gyárt.
```
interface
 Button 
is

  
method
 paint()

interface
 GUIFactory 
is

  
method
 createButton()
      
output: 
 a 
button

class
 WinFactory implementing GUIFactory 
is

  
method
 createButton() 
is

      
output: 
 a Windows button
    Return a new WinButton

class
 OSXFactory implementing GUIFactory 
is

  
method
 createButton() 
is

      
output: 
 an OS X button
    Return a new OSXButton

class
 WinButton implementing Button 
is

  
method
 paint() 
is

    Render a button in a Windows style

class
 OSXButton implementing Button 
is

  
method
 paint() 
is

    Render a button in a Mac OS X style

class
 Application is
  
constructor
 Application(factory) 
is

      
input: 
 the GUIFactory 
factory
 used to create buttons
    Button button := factory.createButton()
    button.paint()

Read the configuration file

If
 the OS specified in the configuration file is Windows, 
then

  
Construct
 a WinFactory
  
Construct
 an Application with WinFactory

else

  
Construct
 an OSXFactory
  
Construct
 an Application with OSXFactory
```

## C# példa
Az Absztrakt gyár az alap Gyár minta bővítése. Gyár interfészeket nyújt egymással összetartozó osztályok gyártásához. Más szavakkal, interfészeket deklarálok a Gyárakhoz, amiket aztán hasonló módon használok mint az alap Gyár mintánál.
```
/*IVSR:Abstract factory pattern*/

using
 
System
;

using
 
System.Collections.Generic
;

using
 
System.Linq
;

using
 
System.Text
;

namespace
 
DesignPatterns.AbstractFactory

{

    
public
 
class
 
GenericFactory
<
T
>
 

        
where
 
T
 
:
 
new
()

    
{

        
public
 
T
 
CreateObject
()

        
{

            
return
 
new
 
T
();

        
}

    
}

    
public
 
abstract
 
class
 
CarFactory

    
{

        
public
 
abstract
 
SportsCar
 
CreateSportsCar
();

        
public
 
abstract
 
FamilyCar
 
CreateFamilyCar
();

    
}

    

    
public
 
abstract
 
class
 
FamilyCar

    
{

        
public
 
abstract
 
void
 
Speed
(
SportsCar
 
abstractSportsCar
);

    
}

    
public
 
abstract
 
class
 
SportsCar

    
{

    
}

    
public
 
class
 
MercedesFactory
 
:
 
CarFactory

    
{

        
public
 
override
 
SportsCar
 
CreateSportsCar
()

        
{

            
return
 
new
 
MercedesSportsCar
();

        
}

        
public
 
override
 
FamilyCar
 
CreateFamilyCar
()

        
{

            
return
 
new
 
MercedesFamilyCar
();

        
}

    
}

     

    
class
 
MercedesSportsCar
 
:
 
SportsCar

    
{

    
}

    
class
 
MercedesFamilyCar
 
:
 
FamilyCar

    
{

        
public
 
override
 
void
 
Speed
(
SportsCar
 
abstractSportsCar
)

        
{

            
Console
.
WriteLine
(
GetType
().
Name
 
+
 
" is slower than "

                
+
 
abstractSportsCar
.
GetType
().
Name
);

        
}

    
}

    
public
 
class
 
Driver

    
{

        
private
 
CarFactory
 
_carFactory
;

        
private
 
SportsCar
 
_sportsCar
;

        
private
 
FamilyCar
 
_familyCar
;

        
public
 
Driver
(
CarFactory
 
carFactory
)

        
{

            
_carFactory
 
=
 
carFactory
;

            
_sportsCar
 
=
 
_carFactory
.
CreateSportsCar
();

            
_familyCar
 
=
 
_carFactory
.
CreateFamilyCar
();

        
}

        
public
 
CarFactory
 
CarFactory

        
{

            
get
 
{
 
return
 
_carFactory
;
 
}

            
set
 
{
 
_carFactory
 
=
 
value
;
 
}

        
}

        
public
 
SportsCar
 
SportsCar

        
{

            
get
 
{
 
return
 
_sportsCar
;
 
}

        
}

        
public
 
FamilyCar
 
FamilyCar

        
{

            
get
 
{
 
return
 
_familyCar
;
 
}

        
}

        
public
 
void
 
CompareSpeed
()

        
{

            
FamilyCar
.
Speed
(
SportsCar
);

        
}

    
}

}

```

A gyártó metódusok szintén egy közös interfész alapján vannak implementálva, melyek mindegyike objektumokat ad vissza.
```
    
//IVSR: Abstract factory using common interface

    
public
 
interface
 
IPeopleFactory

    
{

        
IPeople
 
GetPeople
();

    
}

    
public
 
class
 
VillagersFactory
 
:
 
IPeopleFactory

    
{

        
public
 
IPeople
 
GetPeople
()

        
{

            
return
 
new
 
Villagers
();

        
}

    
}

    
public
 
interface
 
IProductFactory

    
{

        
IProduct
 
GetProduct
();

    
}

    
public
 
class
 
AppleFactory
 
:
 
IProductFactory

    
{

        
public
 
IProduct
 
GetProduct
()

        
{

            
return
 
new
 
IPhone
();

        
}

    
}

    
public
 
abstract
 
class
 
AbstractFactory

    
{

        
public
 
abstract
 
IPeopleFactory
 
GetPeopleFactory
();

        
public
 
abstract
 
IProductFactory
 
GetProductFactory
();

    
}

    
public
 
class
 
ConcreteFactory
 
:
 
AbstractFactory

    
{

        
public
 
override
 
IPeopleFactory
 
GetPeopleFactory
()

        
{

            
return
 
new
 
VillagersFactory
 
();

        
}

        
public
 
override
 
IProductFactory
 
GetProductFactory
()

        
{

            
return
 
new
 
AppleFactory
 
();

        
}

    
}

```

## Fordítás
Ez a szócikk részben vagy egészben  az   Abstract factory pattern című angol Wikipédia-szócikk ezen változatának fordításán alapul.  Az eredeti cikk szerkesztőit annak laptörténete sorolja fel. Ez a jelzés csupán a megfogalmazás eredetét és a szerzői jogokat jelzi, nem szolgál a cikkben szereplő információk forrásmegjelöléseként.